# Cyathea parksiae
Cyathea parksiae är en ormbunkeart som beskrevs av Edwin Bingham Copeland. Cyathea parksiae ingår i släktet Cyathea och familjen Cyatheaceae. Inga underarter finns listade.